# 達雷爾·卡斯爾
達雷爾·萊恩·卡斯爾（英語：Darrell Lane Castle；1948年10月11日—），是來自美國孟菲斯的政治人物、活動家和律師，在2016年美國總統選舉成為憲法黨总统候選人，亦曾在2008年美國總統選舉擔任憲法黨副总统候選人。

## 2016年總統競選
卡斯爾原本是憲法黨2016年總統候選人提名的候選人，但在2016年1月由於不明健康問題撤回他的提名。然而在2016年憲法黨全國代表大會前夕，《投票訪問新聞》的理查德·溫格報導指出卡斯爾已再次進入提名程序。
2016年4月16日，卡斯爾確定獲得憲法黨總統候選人提名，他發誓一旦當選，將讓美國脫離聯合國和北大西洋公约组织。他在演說中表示「我們的邊界值得捍衛。如果我們能確保韓國和德國的邊界，那麼我們就可以保證美國的邊界。」，不過他沒有提及以前的健康問題。
卡斯爾的競選活動已獲得佐治亚生命权政治行動委員會支持；截至2016年6月30日，他募集了$10,289捐款。

## 外部連結
- 達雷爾·卡斯爾2016年總統競選網站 （页面存档备份，存于）
- 達雷爾·卡斯爾律師事務所網站 （页面存档备份，存于）